# Саборна црква на Палама
Xрам Сабора Светог Архангела Гаврила је саборни храм Митрополије дабробосанске у изградњи. Налази се у самом центру Пала, и чини јединствену цјелину са Студентским тргом, који је такође у изградњи. Изградња Саборног храма на Палама је почела 2008. године.

## Историјат градње Храма
Током и после завршетка Одбрамбено - отаџбинског рата број становника Пала се повећао у великој мјери, и скоро удвостручио. Пале су након завршетка рата, и реорганизације факултете бившег сарајевског универзитета постале и универзитетски центар, у којем се школује неколико хиљада студената из свих српских земаља. Велики број новопридошлих становника, избјеглих и расељених лица са територије Федерације БиХ и Републике Српске Крајине неколико хиљада студената који студирају на Палама, као и саме посљедице пада комунизма, то јесте масовнији повратак нашег народа цркви, осјетила се потреба да Пале поред постојеће Цркве Успења Пресвете Богородице, добију још један Храм.
Идеја о изградњи новог храма на Палама, настала је још за вријеме ратних сукоба, а а ту идеју је подржало и тадашње руководство Републике Српске, јер су Пале у ратним годинама, на себе преузеле функцију главног града Републике Српске. Основан је одбор за градњу, али због познатих политичких дешавања по завршетку рата од ове идеје се привремено одустало. Идеју је поново покренуо Високопреосвећени митрополит Дабробосански Господин Николај, по чијем се благослову и приступило реализацији саме идеје. Одлука о градњи храма донесена је на сједници Управног одбора Црквене општине Пале, одржаној 19. јула 2006. године. Договорено је да храм буде посвећен Сабору Светог Архангела Гаврила. Уговор о изради пројекта потписан је 21. октобра 2007, а према самом пројекту, од кога се није одступало, димензије храма су: 46,47 x 25,44 м; висина главне куполе: 23,5 м, а висина звоника са крстом: 33,20 м.
Његово Преосвештенство Епископ захумско-херцеговачки Григорије, замјеник Митрополита дабробосанског Николаја, служио је у суботу, 26. јула, свету архијерејску Литургију у Саборном храму на Палама, која је уједно била и прва Литургија у новоизграђеном храму, поводом прославе заштитника овог храма у изградњи – Светог архангела Гаврила. Изградњу храма су помагали, како сам врх Републике Српске, предсједник, скупштина и влада, тако и јединице локалне самоуправе, град Источно Сарајево и општина Пале.